# Three Sisters Point
Three Sisters Point - przylądek na południowym wybrzeżu Wyspy Króla Jerzego, na północno-wschodnim krańcu Zatoki Trzech Króli, na południe od Wzgórz Olech. Na wschód od przylądka leży zatoka Sherrat Bay.